# Insurgência islâmica no Magrebe
A insurgência no Magrebe refere-se à atividade militante e terrorista islamista na região do Magrebe, no norte da África, desde 2002. 
Trata-se de uma insurgência inicialmente travada pelo grupo militante Grupo Salafista para a Pregação e o Combate (GSPC) contra o governo argelino. O GSPC posteriormente se aliou com a al-Qaeda para formar a al-Qaeda no Magrebe Islâmico (AQMI). Essa aliança criou uma divisão dentro do grupo e levou à criação do Grupo Salafista Livre (GSL), outro grupo militante de oposição ao governo argelino e aos interesses ocidentais. O conflito é uma continuação da Guerra Civil da Argélia, que terminou em 2002, e desde então se espalhou para outros países vizinhos.
Em 2003, juntamente com o seu aliado regional, a Argélia, os Estados Unidos lançaram o "segundo front" da guerra contra o terrorismo através da região do Sahel, no sul do Saara, que tinha hospedado al-Qaeda e simpatizantes islamistas que fugiram do Afeganistão. A Argélia e outros estados do Magrebe afetados pela atividade recebem assistência no combate a militantes extremistas pelos Estados Unidos e pelo Reino Unido desde 2007, quando começou a Operação Liberdade Duradoura - Trans Saara.
A Primavera Árabe em 2011 deu uma oportunidade aos militantes islamistas colocarem pressão crescente sobre os governos e se envolverem em uma guerra em larga escala. Na Líbia, o Estado Islâmico têm sido capaz de controlar um território limitado durante a guerra civil em andamento desde 2014, em meio a alegações de colaboração local entre a AQMI e o Estado Islâmico, que de outra forma rivalizavam.

## Antecedentes

Mapa mostrando a área aproximada de operações do Grupo Salafista para a Pregação e o Combate (GSPC) durante os anos 2000 (rosa), os estados membros da Iniciativa Pan Sahel (azul escuro) e os membros da Iniciativa Trans-Saariana de Contraterrorismo (azul escuro e claro).

Com o declínio do Grupo Islâmico Armado na Argélia (GIA), o GSPC tornou-se o grupo rebelde mais ativo, com cerca de 300 combatentes em 2003. Continuou uma campanha de assassinato de policiais e militares na região e também conseguiu se expandir para o Saara, onde sua divisão sul, liderada por Amari Saifi (apelidado de "Abderrezak el-Para", "o paraquedista"), sequestrou vários turistas alemães em 2003, antes de ser forçado a fugir para áreas escassamente povoadas do Mali, e depois para o Níger e Chade, onde foi capturado. Ao final de 2003, o fundador do grupo foi suplantado pelo ainda mais radical Nabil Sahraoui, que anunciou seu apoio aberto a al-Qaeda, fortalecendo assim os laços entre os governos dos Estados Unidos e da Argélia. Este foi morto pouco depois e foi sucedido por Abu Musab Abdel Wadoud em 2004. 

## Visão geral

### Insurgência na Argélia
O conflito com o GSPC continuou a resultar em um número significativo de baixas na Argélia, com mais de 1 100 mortos em confrontos com rebeldes islamistas em 2002. Em 2003, um total de 1 162 foram mortos em confrontos na Argélia, seguidos por 429 mortos em 2004, 488 mortos em 2005 e 323 mortos em 2006. No início de 2006, o chefe da polícia nacional argelina alegou que o terrorismo havia quase sido eliminado no país, mas ataques significativos continuaram e 2007 acabaria marcando um apogeu de atentados suicidas e ataques terroristas na Argélia.

### Ampliação do conflito
Para melhorar seu recrutamento e financiamento, o GSPC se alinhou à al-Qaeda e, em 11 de setembro de 2006, o líder da al-Qaeda, Ayman al-Zawahiri, anunciou uma união entre os grupos. Assim surgiu a al-Qaeda no Magrebe Islâmico (AQMI) em janeiro de 2007, sinalizando as aspirações ampliadas do grupo.
O grupo agora pretendia derrubar todos os governos do norte da África considerados apóstatas, incluindo os da Argélia, Líbia, Mali, Mauritânia, Marrocos e Tunísia. As operações foram transferidas para dois "setores" mais amplos: o norte da Argélia e a Tunísia tornaram-se um "emirado central" e o norte do Mali, Níger, Mauritânia e Líbia um "emirado do Saara" liderado por Djamel Okacha. A liderança estratégica da AQMI continuava sediada na região montanhosa de Cabília, a leste da capital da Argélia, Argel, liderada por uma liderança de catorze membros do conselho shura.
À medida que a campanha de contraterrorismo da Argélia se tornou amplamente bem-sucedida em expulsar a AQMI do país, o grupo estabeleceu novas bases nos países do Sahel, como Níger, Mauritânia, Chade e Mali. Os ataques contra instalações governamentais e militares eram frequentemente subnotificados pela mídia ocidental. Em 2007, os Estados Unidos e o Reino Unido lançaram a Operação Liberdade Duradoura - Trans Sahara em apoio aos governos da região. 
Sequestros frequentes de estrangeiros em 2008 levariam o Rali Dakar a ser cancelado e se mudar permanentemente para a América do Sul.

#### Mauritânia
No primeiro grande ataque como resultado alastramento direto do conflito argelino, a base do exército mauritano em Lemgheity foi atacada pelo GSPC em junho de 2005, matando dezessete soldados (e nove jihadistas) e ferindo outros dezessete.  O ataque, em parte, levou a um golpe de Estado em outubro de 2005 por Mohamed Ould Abdel Aziz, que fez da campanha contra os jihadistas uma parte importante de seu governo.  Os ataques continuariam na Mauritânia até que houve um grande êxito em frustrá-los a partir de 2011, após um grande impulso militar e aberturas políticas para os islamistas.  No entanto, a AQMI continuou ativa nas regiões fronteiriças orientais com o Mali, com sistemas ativos de apoio à logística e informação.  A falta de recursos militares, geralmente devido à turbulência e à pouca população em um país muito grande, fez com que a Mauritânia dependesse do apoio da França, Marrocos e Argélia para combater a AQMI.

#### Tunísia
Em dezembro de 2006 e novamente em janeiro de 2007, as forças de segurança tunisianas entraram em confronto com um grupo vinculado ao GSPC que havia estabelecido campos de treinamento em áreas montanhosas perto da capital Tunis, matando dezenas de pessoas.  Segundo o diário francês Le Parisien, pelo menos 60 pessoas foram mortas nos confrontos. Os confrontos foram a atividade terrorista mais séria na Tunísia desde o atentado bombista a sinagoga de Ghriba em 2002. 
A partir de 2012, a AQMI, juntamente com Ansar al-Sharia e a Brigada Uqba ibn Nafi, ativa na região montanhosa de Djebel Chambi, nos arredores de Kasserine, perto da fronteira com a Argélia, foram alvo do exército tunisiano nas Operações Chaambi. Em 2014, os militantes da Brigada Uqba ibn Nafi atacaram dois postos de controle militares da Tunísia, matando quatorze soldados tunisianos e ferindo vinte e cinco, no que foi o conflito militar mais mortífero na Tunísia desde a sua independência em 1956.  Desde 2015, a Tunísia é simultaneamente alvo de uma campanha terrorista do Estado Islâmico. Em março de 2016, mais de 50 militantes foram mortos quando o Estado Islâmico tentou capturar Ben Guerdane perto da fronteira com a Líbia.

#### Líbia
Desde a Guerra Civil Líbia de 2011, o sudoeste da Líbia ofereceu redutos à AQMI, que despachou células a serem estabelecidas na região. Em 11 de setembro de 2012, membros de Ansar al-Sharia e da AQMI foram responsáveis por ataques coordenados contra duas instalações do governo dos Estados Unidos em Bengazi e a Ansar al-Sharia posteriormente esteve envolvida nos confrontos de Bengazi em 2013. Atrair desertores da AQMI, o grupo rival, o Estado Islâmico mais tarde conseguiria controlar algum território no norte durante a Segunda Guerra Civil Líbia a partir de 2014. Após um apoio oficial inicial da AQMI, continuaram as alegações de colaboração local entre os grupos que de outra forma rivalizavam. Depois de ser expulso de Derna, o reduto restante do Estado Islâmico em Sirte foi capturado no final de 2016. Os islamistas afiliados à al-Qaeda, liderados pelo Ansar al-Sharia, continuaram a exercer controle em outros lugares.